# 核黄素
核黄素又称维生素B2、维生素G，分子式C
17H
20N
4O
6，属于水溶性维生素及维生素B族。它是合成两种辅酶——黄素单核苷酸（FMN）及黄素腺嘌呤二核苷酸（FAD）的必要成分。能量代谢、呼吸作用、抗体制造、生长发育都需要这两种辅酶。此外，它们还涉及到烟酸、维生素B6、叶酸的代谢中。核黄素是治疗角膜变薄的处方药，其口服药也可减少偏头痛发生的次数。
核黄素缺乏症罕见，通常与其它维生素的缺乏症同时出现，可通过口服膳食补充剂或注射核黄素治疗。作为水溶性维生素，过量的核黄素会迅速从尿液排出，使尿液呈亮黄色。核黄素的来源包括肉类、鱼类、家禽、蛋类、乳制品、绿色蔬菜、蘑菇、杏仁。有些国家会要求往粮食中添加核黄素。
核黄素是橙黄色粉末，具有微弱气味及苦味。它难溶于水、乙醇，微溶于环己醇、乙酸戊酯、苄醇，不溶于乙醚、氯仿、丙酮、苯，易溶于稀碱。核黄素加热分解会产生含一氧化氮的有毒烟雾。它除了是维生素外也用作食物色素。细菌、真菌、植物都能合成核黄素，但动物不能。核黄素的工业生产最初使用化学合成，目前则通过真菌与细菌发酵来生产核黄素。

## 功能
核黄素可以合成FMN和FAD这两种重要的辅酶，能量代谢、呼吸作用、抗体制造、生长发育都需要这两种辅酶。此外，碳水化合物、蛋白质、脂肪的代谢都需要核黄素。把色氨酸转化成烟酸（维生素B3）需要FAD，而把维生素B6转化成辅酶磷酸吡哆醛则需要FMN的参与。核黄素还控制了血液中高半胱氨酸的浓度，缺乏核黄素会导致高半胱氨酸浓度上升，增加患上心血管疾病的风险。

### 氧化还原反应
人体内有约七八十种黄素蛋白（加上其它物种，包括古菌、细菌、真菌的可达上百种），它们要完成单电子及双电子氧化还原反应需要FMN和FAD。在内源性抗氧化剂谷胱甘肽的合成中至关重要的谷胱甘肽还原酶要发挥功能，也需要FAD。

### 营养代谢
核黄素、FMN、FAD都参与到了烟酸、维生素B6、叶酸的代谢。从色氨酸开始合成辅酶NAD及NADP需要犬尿氨酸3-单加氧酶，后者则需要FAD。核黄素缺乏症会降低NAD及NADP的产量，导致烟酸缺乏症。把维生素B6转化成辅酶磷酸吡哆醛涉及需要FMN的磷酸吡哆醇氧化酶。涉及叶酸代谢的亚甲基四氢叶酸还原酶需要FAD，才能把高半胱氨酸转化成氨基酸甲硫氨酸。
缺乏核黄素会影响铁的代谢，而合成血红蛋白及红血球则需要铁。为同时缺乏核黄素及铁的人补充核黄素，可以提升铁补充剂治疗缺铁性贫血的效果。

## 合成

### 生物合成
细菌、真菌、植物都能够合成核黄素，但动物不能。生物合成核黄素的前体是核酮糖-5-磷酸及三磷酸鸟苷。前者被转化成L-3,4-二羟基-2-丁酮，后者则经一系列反应，最终产生5-氨基-6-(D-核糖醇基胺基)尿嘧啶。这两种化合物之后在二氧四氢蝶啶合酶催化下缩合，生成6,7-二甲基-8-核糖醇基二氧四氢蝶啶：
最后，两分子6,7-二甲基-8-核糖醇基二氧四氢蝶啶在核黄素合酶作用下反应，产生一分子核黄素及5-氨基-6-(D-核糖醇基氨基)尿嘧啶，后者可重新参与合成核黄素的反应。

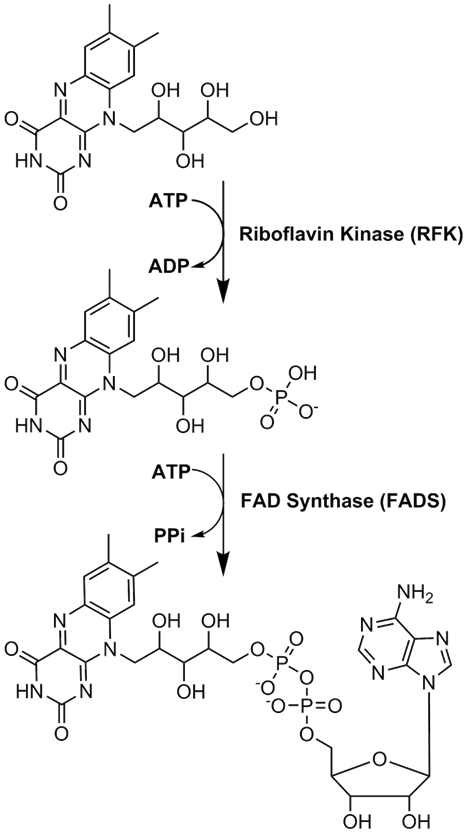
核黄素是生物合成FMN及FAD的前体

核黄素之后可由核黄素激酶转化为辅因子FMN，FMN又能被FAD合成酶转化成FAD。

### 工业生产

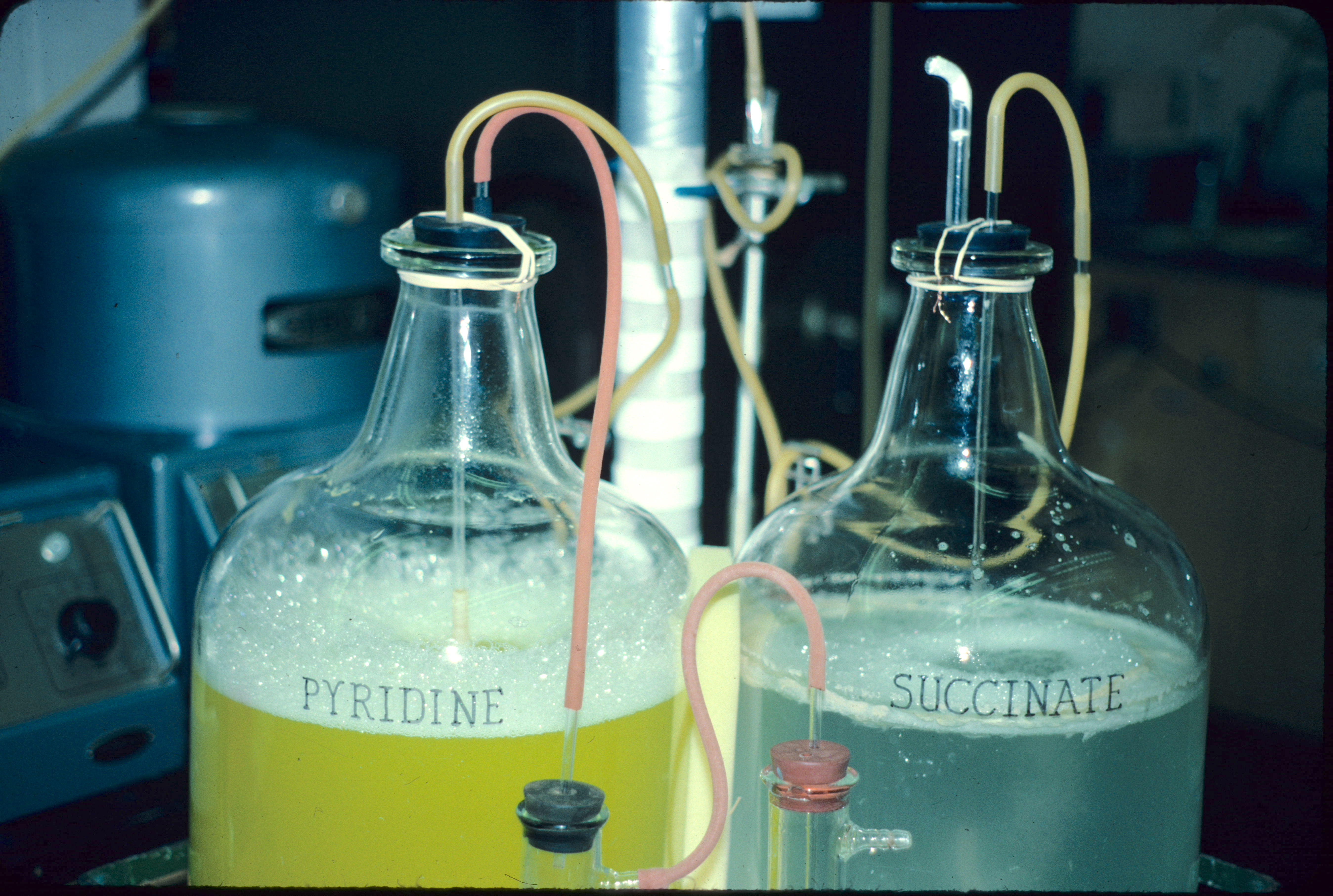
分别在吡啶（左）和丁二酸（右）生长的藤黄微球菌，其中生长于吡啶的藤黄微球菌由于积累核黄素而变黄

工业生产核黄素使用了Ashbya gossypii、Candida famata、棒状杆菌属、枯草杆菌等多种微生物。经基因修饰的枯草杆菌的核黄素产量增加，还能抵御抗生素氨苄西林。这种修饰后的细菌被用于大规模生产用于饲料与营养强化的核黄素。截至2012年，每年都有超过4000吨的核黄素以此方法生产。
在有高浓度碳氢化合物或芳香化合物的环境下，有些细菌可能出于自保，会生产大量的核黄素，如藤黄微球菌。它在吡啶生长时会因为产生核黄素而变黄，但生长在其它基质（如丁二酸）时则不会这样。

### 实验室合成
里夏德·库恩的研究团队于1935年完成了核黄素的全合成，最后一步如下：

## 用途

### 治疗角膜变薄
圆锥角膜患者的角膜会越来越薄。这可通过能增强角膜的角膜交联术治疗。角膜交联术中会先对角膜使用外用的核黄素溶液，然后将其暴露于UV-A下。

### 预防偏头痛
2012年，美國神經內科醫學院称大剂量（400毫克）的核黄素核黄素可能有效预防偏头痛。2017年的综述报道每天摄取400毫克的核黄素，持续至少三个月，可以减少成年人发生偏头痛的次数。不过，目前对使用大剂量核黄素预防或治疗儿童和青少年偏头痛的研究尚无定论，因此不建议他们服用膳食补充剂。

### 食用色素

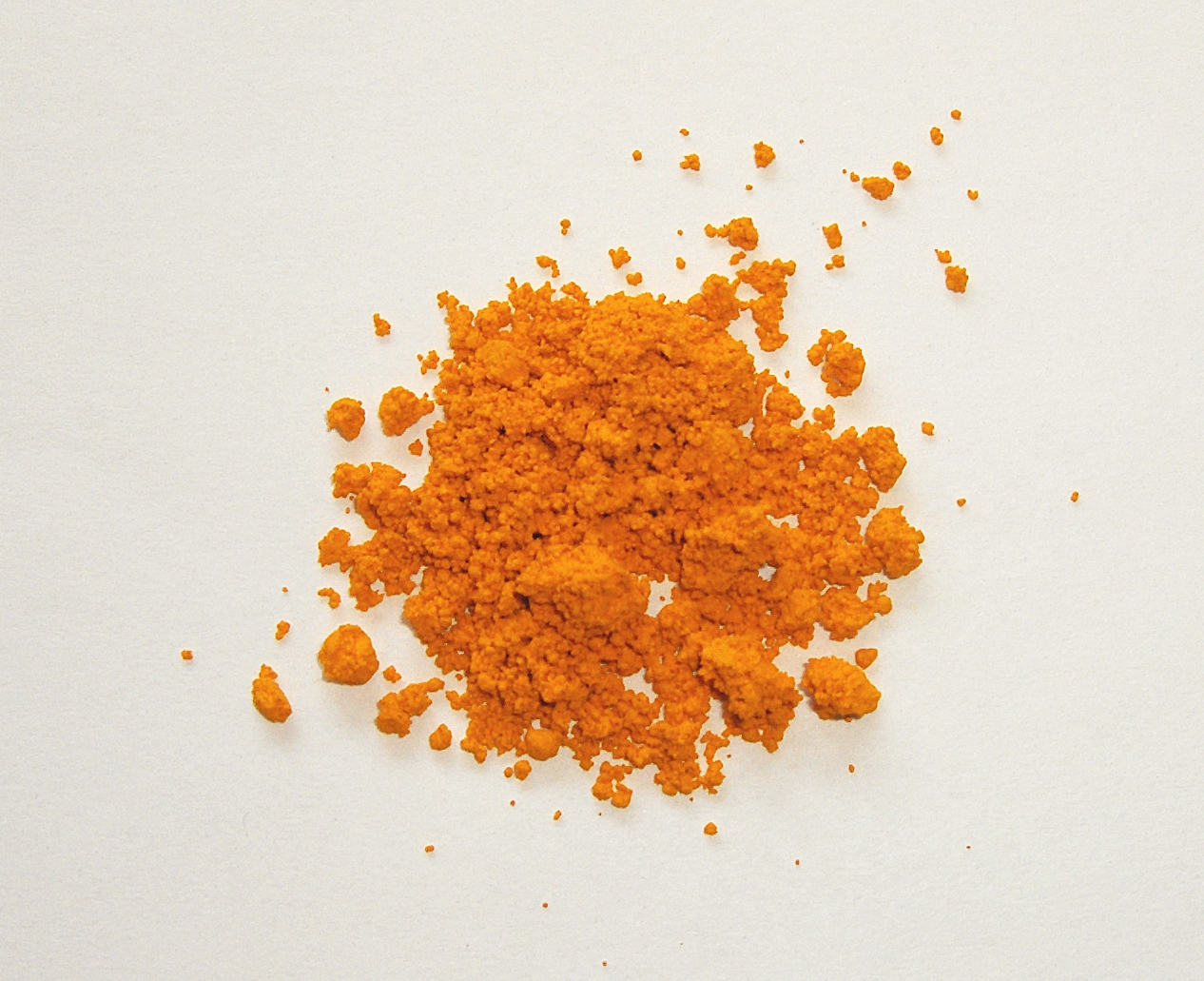
核黄素的橙黄色粉末

核黄素可用作橙黄色的食用色素，E编码为E101。

## 推荐摄入量
美国国家医学院于1998年更新了核黄素的估计平均需求（EAR）及推荐膳食摄入量（RDA）。14岁或以上的女人和男人对核黄素的EAR分别为每天0.9毫克和1.1毫克，而核黄素的RDA则分别为每天1.0–1.1毫克及1.3毫克。考虑到核黄素需求比平均需求高的人，RDA会比EAR高。孕妇的RDA是每天1.4毫克，哺乳期妇女的则是每天1.6毫克。年龄12个月以下的婴儿的核黄素RDA未定，他们的适当摄入量（AI）是每天0.3–0.4毫克。1–13岁的儿童的核黄素RDA随着年龄增长，会从每天0.5毫克增加至每天0.9毫克。美国国家医学院为了安全，会在证据充足时为各种营养素设可耐受最高摄入量（UL），但因为目前没有证据表明大剂量核黄素会对人体产生不良影响，所以核黄素没有UL。EAR、RDA、AI、UL统称为参考膳食摄入量。
| 年龄                       | 0–6个月 | 7–12个月 | 1–3岁 | 4–8岁 | 9–13岁 | 14–18岁（女） | 14–18岁（男） | 19岁或以上（女） | 19岁或以上（男） | 孕妇 | 哺乳期妇女 |
| -------------------------- | ------- | -------- | ----- | ----- | ------ | ------------- | ------------- | ---------------- | ---------------- | ---- | ---------- |
| 估计平均需求 （毫克/天）   | 0.3*    | 0.4*     | 0.4   | 0.5   | 0.8    | 0.9           | 1.1           | 0.9              | 1.1              | 1.2  | 1.3        |
| 推荐膳食摄入量 （毫克/天） | 0.3*    | 0.4*     | 0.5   | 0.6   | 0.9    | 1.0           | 1.3           | 1.1              | 1.3              | 1.4  | 1.6        |

*未定，这里给出的是适当摄入量
欧洲食品安全局则使用膳食参考值，其中用人口参考摄入量（PRI）代替RDA，平均需求（AR）取代EAR，至于AI与UL则与美国国家医学院一样。15岁或以上的人的核黄素PRI是每天1.6毫克，孕妇是每天1.9毫克，哺乳期妇女则是每天2.0毫克。1–14岁的儿童的核黄素PRI随着年龄增长，会从每天0.6毫克增加至每天1.4毫克。这些值比美国国家医学院设的RDA都高。欧洲食品安全局也想过确定核黄素的最高安全摄入量，但因证据不足而无法确定。
| 年龄                       | 7–11个月 | 1–3岁 | 4–6岁 | 7–10岁 | 11–14岁 | 15–17岁 | 18岁或以上 | 孕妇 | 哺乳期妇女 |
| -------------------------- | -------- | ----- | ----- | ------ | ------- | ------- | ---------- | ---- | ---------- |
| 平均需求 （毫克/天）       | 0.4*     | 0.5   | 0.6   | 0.8    | 1.1     | 1.4     | 1.3        | 1.5  | 1.7        |
| 人口参考摄入量 （毫克/天） | 0.4*     | 0.6   | 0.7   | 1.0    | 1.4     | 1.6     | 1.6        | 1.9  | 2.0        |

*未定，这里给出的是适当摄入量

### 营养强化
部分国家要求或推荐往粮食中添加核黄素。截至2024年，共有57个国家（大多为美洲及东非国家）要求往面粉添加核黄素或其衍生物黄素单核苷酸钠，添加量在1.3–5.75 mg/kg之间。此外，另有16个国家推荐核黄素的营养强化。举个例子，印度政府推荐往麥達麵粉和阿塔面粉中添加4.0 mg/kg的核黄素。

## 吸收、代谢、排泄
食物中超过90%的核黄素都以与蛋白质结合的FMN或FAD的形式存在。它们与胃酸反应，释放FMN、FAD，然后被小肠中的酶水解成核黄素。
核黄素经快速的主动运输过程吸收，高浓度下会有一部分经被动运输过程吸收。胆酸能够促进核黄素的吸收，因此饭时服用核黄素可促进其吸收。大部分核黄素会先去到肝脏。目前已发现三种核黄素运输蛋白，分别是存在于小肠、胎盘的RFVT1，存在于脑、唾液腺的RFVT2，以及存在于小肠、睾丸、前列腺的RFVT3。编码这些运输蛋白的基因发生突变的婴儿可通过口服核黄素治疗。
核黄素、FMN、FAD可以相互转化。核黄素激酶可把核黄素转化成FMN，而磷酸酶则可把FMN变回核黄素。FMN至FAD的转化需要FAD合成酶，而逆反应则需要焦磷酸酶。FAD本身即是FAD合成酶的抑制剂，会抑制FAD的合成。
体内过量的核黄素会被小肠吸收，然后迅速从尿液排出。尿液的颜色通常可用于测量身体水含量，但大剂量的核黄素会导致尿液比平时更黄，影响结果。正常饮食下，尿液中的核黄素约有三分之二仍以核黄素形式存在，其余的被细胞代谢成羟甲基核黄素等代谢物。当摄入的核黄素超过小肠可吸收的量时，剩余的核黄素就能来到大肠，被细菌分解代谢，然后从粪便排出。有猜想认为这些核黄素会影响大肠菌群。

## 缺乏症

### 症状
核黄素缺乏症会导致嘴唇干裂、口角炎、喉咙痛、舌头发红疼痛、脱发。此外，患者的眼睛会發癢、流淚、充满血丝、畏光。核黄素缺乏症还与贫血相关。  长期缺乏核黄素可能导致肝脏和神经系统退化。孕妇缺乏核黄素会增加子痫前症的风险，还会使胎儿出现先天性障碍，包括畸形的心脏与肢体。

### 风险因素
有患上核黄素缺乏症风险的人包括酗酒者、素食运动员、纯素主义者。孕妇或哺乳期妇女如果不摄取肉类及乳制品，那么她们以及她们的婴儿也都会有患上核黄素缺乏症的风险。厌食症患者不常摄取到足够的核黄素，而乳糖不耐症患者则会避免摄入富含核黄素的乳制品，也难以获得足够的核黄素，因此都暴露于核黄素缺乏症的风险下。运动员和劳动者等体力需求较高的人可能需要摄入更多的核黄素。甲减患者、肾上腺机能不全、缺乏核黄素载体蛋白的人将核黄素转化成FAD、FMN的过程中会出现问题。

### 病因
核黄素缺乏症通常与其它营养的缺乏症，尤其是其它水溶性维生素缺乏症同时出现。它可由饮食缺乏核黄素，身体大量排出核黄素，或是因为身体无法吸收、利用核黄素引起。纯素食及不食用乳制品都会提高患核黄素缺乏症的风险。此外，癌症、心脏病、糖尿病都会引起或加剧核黄素缺乏症。
有些罕见的基因缺陷会影响核黄素的吸收、运输、代谢或利用。此类基因缺陷的例子是影响核黄素运输的Brown–Vialetto–Van Laere综合征，患者分别编码运输蛋白RDVT2和RDVT3的基因SLC52A2及SLC52A3有缺陷。婴幼儿患者的症状包括肌肉无力（之后会导致呼吸功能受损）、失明、失聪、共济失调。如果未经治疗，他们将必须靠呼吸机生存，且大多会在12岁前去世。他们可通过终身口服大剂量核黄素治疗。

### 诊断与评估
评估核黄素状态对于确认怀疑患核黄素缺乏症的病例至关重要。健康的成年人一天会排泄约120微克的核黄素，而核黄素缺乏症患者一天排泄的核黄素少于40微克。核黄素排泄量会随年龄增长而减少，受到慢性压力及服用某些处方药则会增加核黄素的排泄量。
人体内核黄素状态可用红血球谷胱甘肽还原酶、红血球黄素浓度、尿液中核黄素排泄量评估。红血球谷胱甘肽还原酶活度系数（EGRAC）可用于测量长期的核黄素状态。培养两组红血球谷胱甘肽还原酶，其中一组的培养基加有FAD，另一组没有，它们活性的比例即是EGRAC。EGRAC在1.0–1.2之间说明人体核黄素含量充足，1.2–1.4说明人体核黄素含量较少，超过1.4时则代表患有核黄素缺乏症。红血球黄素浓度超过400 nmol/L说明人体核黄素含量充足，核黄素缺乏症的这个值则低于270 nmol/L。尿液排泄量使用核黄素与肌酐的比例表示。这个比例在50–72 nmol/g之间说明核黄素含量较低，50 nmol/g以下则代表缺乏核黄素。尿液中核黄素排泄量也可用于确认核黄素摄入量。对成年男人来说，当口服核黄素从0.5毫克增加至1.1毫克时，一天排出的尿液中核黄素的含量会缓慢呈线性增加，达到100微克。核黄素摄入量超过1.1毫克时，尿液中核黄素排泄量就会迅速增加。在摄入量2.5毫克时，一天的尿液中核黄素排泄量高达800微克。

## 摄入过量
目前没有证据表明过量摄入核黄素有毒。人摄入核黄素越多，吸收率就会越少，多余的核黄素都会随尿液排出体外，使尿液变成亮黄色。在研究用核黄素治疗偏头痛的临床研究中，受试者连续3–12个月都口服400毫克的核黄素，产生的副作用有腹痛及腹泻。

## 历史
核黄素最早的发现比维生素的概念要早。Alexander Wynter Blyth在1880年前后从牛奶乳清中分离出了一种黄色、可溶于水的物质，它在光照下会放出黄绿色荧光。这种物质便是今天的核黄素。不过，Blyth无法研究这种物质的化学组成和性质。
1900年代初，多所研究机构正在研究对维持大鼠生长至关重要的食物成分。这些成分最初被分成脂溶性的维生素A与水溶性的维生素B。维生素B后来又被分成对热不稳定的维生素B1及对热稳定的维生素B2。维生素B2原本被认为是预防糙皮病所需的营养素，但后来发现烟酸（维生素B3）才是真正预防糙皮病的营养素。产生该误解的原因是维生素B2缺乏症的症状口腔炎与糙皮病的症状类似，只是没有出现大面积的周围皮肤病变。
1935年，保罗·捷尔吉、里夏德·库恩、T. Wagner-Jauregg发现大鼠如果不摄取维生素B2，体重就不会增加。从酵母中可分离出一种会放出黄绿色荧光的物质（即核黄素），它可以使大鼠恢复正常生长，恢复程度与荧光强度成正比。1933年，研究人员通过这一性质，从蛋清中分离出这种物质。随后，同一研究小组团队又从乳清中分离出一种类似的物质。1934年，库恩的研究团队发现这两种物质是同一种物质，将其命名为核黄素，并成功合成了它。
核黄素在约1937年时也被称为维生素G。1938年，库恩因他对维生素的研究，荣获诺贝尔化学奖。1939年，William H. Sebrell和Roy E. Butler通过临床试验证明了核黄素是必需营养素。他们发现妇女食用低核黄素饮食会患上口腔炎及其它症状，这些症状在用核黄素补充剂治疗后缓解，但在停止服用核黄素补充剂后又会复发。